# So This Is Washington
So This Is Washington é um filme norte-americano de 1943, do gênero comédia, dirigido por Ray McCarey e estrelado por Chester Lauck e Norris Goff.
Um produto da mentalidade dos tempos de guerra, que, por isso mesmo, desafia qualquer criticismo, So This Is Washington é o quarto de uma série de oito filmes produzidos com a dupla Lum e Abner, populares no rádio norte-americano nas décadas de 1930 a 1950.

## Sinopse

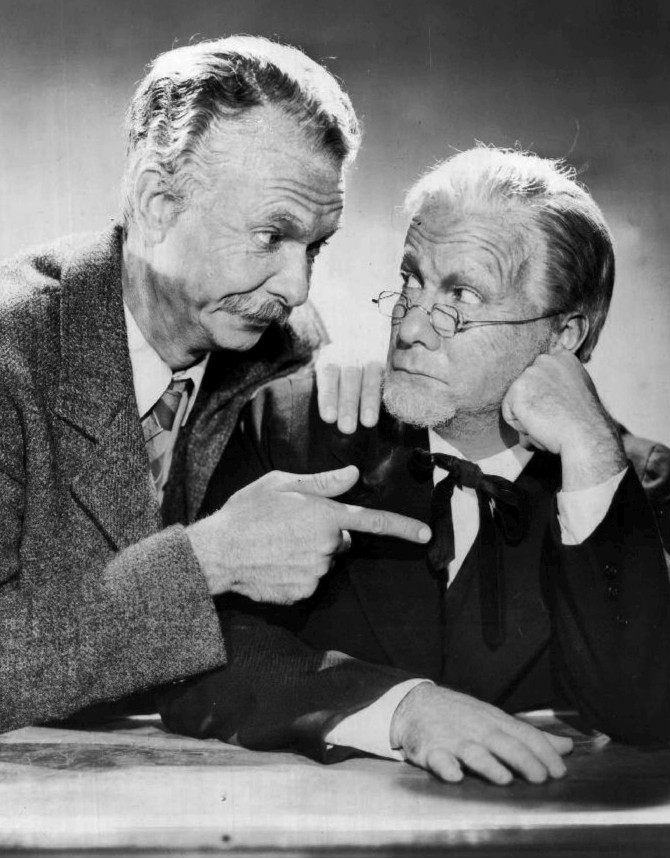
Norris Goff e Chester Lauck, os locutores/atores por trás de Lum e Abner. O programa de rádio da dupla foi ao ar de 1931 a 1954, e só acabou devido à competição da nascente televisão.

Lum e Abner são proprietários de armazéns na pequena cidade de Pine Ridge, Arkansas. Eles acreditam que desenvolveram uma borracha sintética que pode ajudar o país a vencer a guerra. Partem, então, para Washington, a fim de levar a fórmula para o governo. Devido à falta de acomodações, são obrigados a sentar praça em um banco de jardim. Logo, esta dupla passa a distribuir a sabedoria do campo para congressistas que fazem fila para consultá-los sobre assuntos legislativos.

## Prêmios e indicações
| Prêmio     | Categoria             | Recipiente   | Resultado |
| ---------- | --------------------- | ------------ | --------- |
| Oscar 1944 | Melhor mixagem de som | J. L. Fields | Indicado  |

## Elenco
| Ator/Atriz    | Personagem          |
| ------------- | ------------------- |
| Chester Lauck | Lum                 |
| Norris Goff   | Abner               |
| Alan Mowbray  | Chester W. Marshall |
| Mildred Coles | Jane Nestor         |
| Roger Clark   | Robert Blevin       |
| Sarah Padden  | Tia Charity Speers  |